# Maria Söderberg
Birgitta Maria Söderberg, född 25 oktober 1954 i Rödöns församling i Jämtlands län, är politiker (centerpartist). Söderberg har en förvaltningsutbildning från högskola och var kommunalråd i Krokoms kommun mellan 2000 och 2018.
Söderberg är ättling till Nils Larson i Tullus (hennes morfars farfar), bondeståndets siste talman och hon är gift med den tidigare riksdagsledamoten Håkan Larsson.

## Politisk bakgrund
Söderberg blev efter valet 2006 kommunstyrelsens ordförande i Krokoms kommun då det tidigare samarbetet med Socialdemokraterna (som påbörjades 1998) bröts och Centerpartiet valde att samarbeta med de borgerliga partierna och Miljöpartiet. Innan valet 2006 var hon kommunalråd på deltid. Den 19 april 2007 utsågs Söderberg till ny ordförande i Jämtlands läns kommunförbund.
Söderberg lämnade sin roll som kommunalråd i samband med valet 2018.

### Politiska uppdrag
- Ordförande i Barn- och utbildningsnämnden ?-?
- Kommunstyrelsens första vice ordförande (kommunalråd) 2000-2006
- Kommunstyrelsens ordförande (kommunalråd) 2007-2018